# Morozivka, Onufriivka
Morozivka (în ucraineană Морозівка) este un sat în comuna Mlînok din raionul Onufriivka, regiunea Kirovohrad, Ucraina.

## Demografie
Componența lingvistică a localității Morozivka
     Ucraineană (89,29%)
     Rusă (8,04%)
     Română (1,79%)
     Alte limbi (0,89%)
Conform recensământului din 2001, majoritatea populației localității Morozivka era vorbitoare de ucraineană (89,29%), existând în minoritate și vorbitori de rusă (8,04%) și română (1,79%).